# Mesochorus jenniferae
Mesochorus jenniferae är en stekelart som beskrevs av Schwenke 2002. Mesochorus jenniferae ingår i släktet Mesochorus och familjen brokparasitsteklar. Inga underarter finns listade i Catalogue of Life.